# Fajképződés
A fajképződés – idegen szóval speciáció – az evolúció elemi lépése. 

## Története
A 19. és a 20. század elején az evolúciós változások magyarázataként a lamarcki és a darwini felfogás állt egymással szemben. A lamarcki felfogás az evolúciót a tökéletesedésre irányuló törekvésben és a fokozott szervhasználat okozta fejlesztéssel magyarázta. Lamarck feltételezte a szerzett tulajdonságok öröklődését. Ezzel szemben a darwini felfogás a létért való küzdelemben és a természetes szelekcióban látta az evolúció mozgató rugóját. Már a 19. század közepén közismert tény volt, hogy az egy fajba tartozó egyedek sem egyformák, s ezek az egyedi különbségek részben öröklődnek. Ha a kedvező tulajdonság öröklődik, akkor az ezeket a változatokat kódoló allélek maradnak fenn és terjednek el a populációkban, mivel  a kedvező tulajdonságokkal rendelkező egyedeknek több esélyük van a fennmaradásra és a szaporodásra. Ehhez az szükséges, hogy a kedvező allélek, bármely más alléllel kombinálódva is kedvezőek maradjanak. A populációk és így a fajok genetikai összetételének fokozatos megváltozása a mikroevolúció, ami a fajképződés alapvető formája.

## A fajképződés fajtái
Egy új faj kialakulása sokféleképpen mehet végbe, de végeredményben egy olyan egyedet kapunk, amely az elődeitől nagymértékben különböző genetikai állománnyal rendelkezik, és azokkal már képtelen lenne termékenyen szaporodni. A fajképződésnek alapvetően három útja van:
1. lépcsőzetes, szukcesszionális fajátalakulás, amely a faj transzformálódását, átalakulását jelenti;
2. multiplikációs-populációs út, amely a szűken értelmezett speciáció folyamata, ennek során a szülőfaj két vagy több utódfajra oszlik valamilyen elszigetelődés hatására és növekszik a fajszám;
3. monotípusos vagy aberrációs, illetve fúziós, hibridizációs fajképződés is lehetséges, amely csak néhány genetikailag módosult egyedből indul ki.

### Mutáció
A mutáció új öröklődő tulajdonságokat hoz létre. Ezek lehetnek károsak is, akár életképtelenséget is okozhatnak. Ugyanígy létrejöhetnek közömbös hatású mutációk is, így ebben az esetben a mutáns génváltozat sokáig megmaradhat a populációban. Ritkán, de olyan mutációk is előfordulhatnak, amik előnyösek az adott környezetben, ezek igen gyorsan elterjednek az adott populációban. Bár ennek igen kicsi az esélye, de több vagy akár egy ilyen mutáció hatására is kialakulhat az új faj.
A mutációs fajképződés feltevésének legnagyobb hibája, hogy az egyedi mutáció rögzülését és a populációbeli elterjedését nem magyarázza kellőképpen. A mutáció egyetlen egyedben megy vége és összehasonlíthatatlanul nagyobb eséllyel lesz káros, mint hasznos. Ennek az egy egyednek feltétlenül tovább kell szaporodni ahhoz, hogy a hasznos mutációját továbbadja, míg végül a mutáns gén elterjed a teljes populációban. Ennek igen kicsiny az esélye, és az aberrációs fajképződésre kevés példát ismerünk.

### Természetes szelekció és izoláció
A szelekció az evolúciós változások egyik leghatékonyabb előidézője. Ez elsősorban azt jelenti, hogy egy adott populáció egyedei nem azonos mennyiségben adnak utódokat a következő nemzedékbe. Egyes egyedek akár ki is eshetnek ebből a körforgásból, így az ő génállományuk elvész. Legtöbbször a legrátermettebb és legellenállóbb egyedek génállománya öröklődik tovább, de valamilyen véletlen folyamán az ő génállományuk is elveszhet. Ilyen eset például az antibiotikumokkal szemben rezisztens baktériumok. Ez a rezisztencia nem szerzett tulajdonság, mert az az alkalmazkodásra képes baktériumegyedekben eleve megtalálható. Így ezek a baktériumok elszaporodnak az adott környezetben, míg a nem rezisztens baktériumok elpusztulnak. Idővel a rezisztens fajok olyannyira különbözőek lesznek eredeti fajtájuktól, hogy egy új fajt képeznek.
Természetes szelekció a populációs mechanizmus, amikor egy faj egyes populációi bármilyen okból elszigetelődnek egymástól. Például ha két rivális faj (amelyek ugyanazon a területen terjedtek el) közül az egyik a másik életmódja miatt kiszorul az adott élőhelyről, így vagy elpusztulnak az egyedek vagy alkalmazkodnak az adott helyzethez. Az élőhelyéről kiszorult populáció egyedeinek egy része új élőhelyet keres. Földrajzi változások is okozhatnak ilyen folyamatot, mint a hegységképződések, tengerelöntések, szigetkiemelkedések. Az egymással többé gént nem cserélő populációk idővel külön fajokká alakulnak.
Ha egy környezetétől elszigetelt populáció sokáig él ebben a helyzetben, akkor egyedeinek génállománya idővel nagyban elüt az eredeti faj egyedeinek génállományától. Bár látszólag a géngyakoriság nem változik, az ivaros szaporodásnál az ivarsejtek aránytalanul kis részéből válik csak utód, így némely génváltozat eleve eltűnhet, ez fokozottan igaz a ritkábbakra. Minél kisebb egy populáció egyedszáma, annál kevesebb az utód, így a veszteség is kevesebb. Fokozottá válik a génveszteség akkor is, ha a populáció nem teljesen izolált és egyedek vándorolnak ki belőle. Mindez arra mutat, hogy egyes génváltozatok relatív gyakorisága szelekció nélkül is csökkenhet vagy akár növekedhet is.
Az izolációnak nem csak térbeli formája van. Lehet ivari izoláció is az oka rokon populációk szétválásának és két külön fajjá alakulásának. Ha különböző evolúciós fejlődés következtében az egyik populációban olyan nagymértékű időbeli különbség lép fel az ivarszervek működése között, hogy lehetetlenné válik a szaporodás, akkor ez a két populáció elszigetelődik egymástól.
Az izoláció másik fajtája a genetikai izoláció, jóval ritkább mint a térbeli és az ivari. Ez esetben létrejönnek fajközi egyedek (hibridek), de ezek legtöbbször terméketlenek, ilyen például az öszvér. Ha az evolúciós változások nagyobb mértékűek, akkor már az utód sem jön létre, mert az embriók életképtelenek vagy már az ivarsejtek összeolvadása sem megy végbe.

### Mesterséges szelekció és háziasítás
A mesterséges szelekció tudatos emberi tevékenység. Az emberiség már ősidők óta alkalmazta, miközben háziasította a vadon élő, számára fontossá vált állatokat és növényeket. Kézenfekvő volt, hogy az ember mindig a számára legelőnyösebbnek vélt tulajdonságú egyedeket válogatta ki és szaporította tovább. A különbség a természetes szelekcióval szemben az, hogy ebben az esetben rövid idő alatt olyan különbségek jöttek létre az állat és növényfajok között, mint a természetben több millió év alatt.

### Evolúció fokozatos adaptív átalakulással
Az evolúciós változások többsége lassan és fokozatosan megy végbe adaptív jelleggel. Ennek a változásnak a legfontosabb hajtóereje a természetes szelekció, melynek során a populációk folyamatosan alkalmazkodnak a változó környezethez, de ebben az esetben nagyobb a minőségi változás. A környezethez való alkalmazkodás egyik példája a különböző életmódot folytató gerincesek mellső végtagjai. Ezek a végtagok rendkívül sokfélék. Ilyen például a bálna uszonya, a kutya lába és a madár szárnya is. Bármennyire is különbözőnek látszanak, belső felépítésük és alapszerkezetük azonos, ezzel feltételez egy közös őst. Ezek a szervek homológ szervek. A természetes szelekció és a hatására bekövetkezett alkalmazkodás analóg szerveket is kialakított. Ebben az esetben nincs közös ős, hiszen az örököltség teljesen eltérő. Erre példa a madarak és a rovarok szárnya. Mindkét esetben a repülést szolgáló szerv jött létre, néha még hasonlóság is felfedezhető a kettő között, de szárnyuk eredete és felépítése más és más.

### Fajkeletkezés ugrásszerű evolúcióval
Míg a legtöbb esetben a fajkeletkezés igen hosszú időt vesz igénybe, ebben az esetben igen gyorsan, akár pár nemzedékváltás után is kialakulhat az új faj. Ilyen a kromoszómaszelvény megsokszorozódása vagy más néven poliploidizáció. A többszörös kromoszómaszelvényű fajok úgy jönnek létre, hogy ritka véletlen esetben nem a kromoszómák fele kerül az ivarsejtekbe, hanem az összes kromoszóma. Ez csakis rendellenes sejtosztódás esetén jöhet létre, de ez a dupla kromoszómaszám nem érinti a sejt életképességét. Ha két ilyen ivarsejt termékenyíti meg egymást, akkor az utódban a kromoszómák száma már kétszeres lesz. Az utód így új faj lesz, hiszen a szüleihez hasonló egyedekkel már csak terméketlen hibrideket képes létrehozni. Állatok esetében igen ritka a poliploidizáció, mégis sok nagyon fontos lépést lehet felsorolni, ami ennek a változásnak köszönhető. Így a testszelvények kialakulása a szelvényezett állatok között vagy a gerincoszlop létrejötte. Ez utóbbit egy egyszerű testüreges, gerinchúros állat szelvényezettsége alakította ki, vagyis minden egyes csigolya egy-egy gerinchúr-szelvény leszármazottja.